# Avcılar
Avcilar – jeden z dystryktów Stambułu. W 2018 roku liczył 435 625 mieszkańców.

## Demografia
Poniższa tabela przedstawia zmianę liczby ludności na przestrzeni lat.
| Rok  | Liczba mieszkańców |
| ---- | ------------------ |
| 2018 | 435 625            |
| 2017 | 435 682            |
| 2016 | 430 770            |
| 2015 | 425 228            |
| 2010 | 364 682            |
| 2007 | 323 596            |